# Mörkgrön trattkaktus
Mörkgrön trattkaktus (Eriosyce iquiquensis) är en art inom trattkaktussläktet och familjen kaktusväxter, som har sin naturliga utbredning i Chile.

## Beskrivning
Mörkgrön trattkaktus är en klotformad kaktus som blir 3 till 10 centimeter i diameter, och är mörkgrön i färgen. Den är uppdelad i 13 åsar som är inskurna mellan varje areol. Den har en tjock pålrot. Blommorna utvecklas ur areolerna och är ullförsedda vid basen. Frukten är avlång när den är mogen och innehåller löst sittande frön som blir upp till 1,25 millimeter stora. 

## Synonymer
- Reicheocactus floribundus Backeb. 1962, ogiltigt publicerad
- Pyrrhocactus floribundus Backeb. (Backeb.) F.Ritter 1980, ogiltigt publicerad
- Pyrrhocactus iquiquensis F.Ritter 1963
- Neochilenia iquiquensis (F.Ritter) Backeb. 1963
- Neoporteria iquiquensis (F.Ritter) Donald & G.D.Rowley 1966
- Eriosyce recondita ssp. iquiquensis (F.Ritter) Katt. 1994
- Pyrrhocactus aricensis F.Ritter 1963
- Neochilenia aricensis (F.Ritter) Backeb. 1963
- Neoporteria aricensis (F.Ritter) Donald & G.D.Rowley 1966